# D'Gary
Pour les articles homonymes, voir Randrianasolo.
D'Gary, pseudonyme de Ernest Randrianasolo né le 22 octobre 1961 à Antananarivo (Madagascar) est un chanteur-compositeur-guitariste malgache.

## Biographie
Originaire du sud de Madagascar, de l'ethnie Bara Zafindravala, D'Gary passe sa jeunesse à Tulear et s'y imprègne des rythmes du Tsapiky. À 18 ans, il enregistre un 45 tours chez Discomad, et devient le guitariste de Feon'ala.
En 1988, il enregistre un album "Garry", avec l'aide du Centre Germano Malgache d'Antananarivo, et monte un trio Guitare chant percussions, Iraky Ny Vavarano.
En 1989, remarqué par deux musiciens américains, David Lindley et Henry Kaiser, il réalise l'album "Malgasy Guitar, The Music From Madagascar".
En 1993, Lindley et Kaiser lui font enregistrer un nouvel album avec Dama, du groupe Mahaléo "Dama § D'Gary".
L'année suivante, il réalise "Horombe" avec son nouveau groupe "Jihé" et commence une carrière internationale.
De retour à Madagascar en 2000, il y réalise "Akata Meso " et "Tsapiky2000".
D'Gary s'implique également en dénonçant les abus de l'état dans sa région d'origine, une des plus reculées  de Madagascar.

## Style musical
Le jeu de D'Gary est caractérisé par les accords ouverts, les déréglages, existants déjà dans le Tsapiky, et qui rappellent les sonorités des Marovany et Lokanga, cithares et violons traditionnels.

## Discographie
- Malagasy Guitar - D'Gary. Music From Madagascar - 10 February 1993 (Shanachie)
- The Long Way Home (avec Dama) - 15 septembre 1994 (Shanachie)
- Horombe (avec Jihe) – 21 mai 1996 (Stern's)
- Mbo Loza – 24 juin 1997(Indigo)
- Akata Meso – 9 juillet 2002 (Indigo)